# Campionato thailandese di calcio a 5
Il campionato thailandese di calcio a 5 è un insieme di tornei di calcio a 5, nazionali e locali, organizzati dalla Federazione calcistica della Thailandia. Il massimo campionato croato è denominato "Futsal ThaiLeague".

## Albo d'oro
- 2006-2007:  Chonburi (1)
- 2007-2008:  Port (1)
- 2009:  Chonburi (2)
- 2010:  Chonburi (3)
- 2011-2012:  Chonburi (4)
- 2012-2013:  Chonburi (5)
- 2014:  Chonburi (6)
- 2015:  Chonburi (7)
- 2016:  Chonburi (8)
- 2017:  Chonburi (9)

- 2018:  Port (2)
- 2019:  Port (3)
- 2020:  Chonburi (10)
- 2021-2022:  Chonburi (11)
- 2022:  Port (4)
- 2023:  Hongyen Thakam (1)
- 2024: